# Чернівецька районна рада
Чернівецька районна рада — районна рада, представницький орган, що здійснює функції та повноваження місцевого самоврядування, визначені Конституцією України і законами України. Чернівецький район утворено 19 липня 2020 року згідно із Постановою Верховної Ради України № 807-IX від 17 липня 2020 року в рамках Адміністративно-територіальної реформи в Україні. Перші вибори Чернівецької районної ради відбулися 25 жовтня 2020 року.

## Керівництво Чернівецької районної ради
- Голова ради: Куцак Микола Миколайович
- Заступник: Жук Артем Михайлович

## Депутати Чернівецької районної ради VIII скликання
Загальний склад Чернівецької районної ради - 54 депутати.
Станом на грудень 2023 року склад ради - 42 депутати. 
- Політична партія «Слуга народу» – 8 депутатів:
  1. Боднарюк Наталія Ярославівна;
  2. Домніцак Руслан Володимирович;
  3. Дорош Олександр Петрович;
  4. Куцак Микола Миколайович;
  5. Лупуляк Ольга Георгіївна;
  6. Незнайко Мар'яна Семенівна;
  7. Ниміжан Тоадер Дмитрович;
  8. Нікулаїца Костянтин Георгійович.
- Політична партія «Єдина Альтернатива» — 6 депутатів:
  1. Кушнір Людмила Іванівна;
  2. Мандрик Тарас Васильович;
  3. Мельник Богдан Любомирович;
  4. Ніконова Галина Іванівна;
  5. Семенюк Віталій Олександрович
  6. Тімофті Лариса Пантелеївна.
- Політична партія «Європейська Солідарність» — 7 депутатів:
  1. Жук Артем Михайлович;
  2. Купчанко Олександр Северинович;
  3. Ланівська Єлена Русланівна;
  4. Легусова Уляна Іванівна;
  5. Стоян Дмитро Іванович;
  6. Федосов Андрій Юрійович;
  7. Хащова Ірина Анатоліївна.
- Політична партія «Опозиційна платформа — За життя» — 2 депутати:
  1. Гордіца Тетяна Маноліївна;
  2. Павлюк Анатолій Дмитрович;
- Політична партія «Всеукраїнське об'єднання „Батьківщина“» — 4 депутатів:
  1. Левчик Юрій Серафимович;
  2. Лумей Петро Васильович;
  3. Мунтян Володимир Георгійович;
  4. Пуршага Олександр Іванович.
- Політична партія «За майбутнє» — 3 депутати:
  1. Гаврилюк Микола Дмитрович;
  2. Панчук Петро Володимирович;
  3. Торончук Сільва Василівна.
- Політична партія «Команда Михайлішина» — 1 депутат:
  1. Мукан Олег Мирославович;
- Політична партія «Пропозиція» — 4 депутата:
  1. Каспрук Олександр Павлович;
  2. Кіщук Микола Петрович;
  3. Москалюк Наталія Василівна;
  4. Танас Михайло Костянтинович.
- Політична партія «Громадський рух „Народний контроль“» — 3 депутати:
  1. Величко Любов Андріївна;
  2. Лисенко Жанна Петрівна;
  3. Середюк Володимир Богданович;
- Політична партія «Радикальна партія Олега Ляшка» — 3 депутати:
  1. Гаврилюк Григорій Георгійович;
  2. Кривак Юрій Васильович;
  3. Гольцова Олена Василівна.

## Постійні комісії Чернівецької районної ради VIII скликання
- З питань будівництва, архітектури, інфраструктури, транспорту та зв'язку, голова — Торончук Сільва Василівна.
- З питань приватизації та управління об'єктами спільної власності територіальних громад сіл, селищ, міст, голова — Дорош Олександр Петрович.
- З питань економіки, бюджету, інвестицій та міжнародного співробітництва, голова — Семенюк Віталій Олександрович.
- З питань регуляторної політики, розвитку підприємництва агропромислового розвитку та земельних відносин, голова — Боднарюк Наталія Ярославівна.
- З питань охорони здоров'я, праці, соціального захисту населення та підтримки учасників АТО і членів їх сімей, голова — Стоян Дмитро Іванович.
- З питань освіти, науки, культури, релігії, спорту та молодіжної політики, голова — Левчик Юрій Серафимович.
- З питань охорони навколишнього природного середовища та природокористування, голова — Гордіца Тетяна Маноліївна.
- З питань місцевого самоврядування, регламенту, депутатської діяльності, етики та нагороджень, правових питань, міжетнічних відносин та антикорупційної діяльності, голова — Кіщук Микола Петрович.